# Billy Barty
Billy Barty, född som William John Bertanzetti den 25 oktober 1924 i Millsboro, Pennsylvania, död 23 december 2000 i Glendale, Kalifornien, var en amerikansk skådespelare. Under 1950-talet var han USA:s mest kände dvärg. Barty grundade organisationen "Little People of America".

## Filmografi i urval
- 1933 - Skandalen i Rom - lille Eddie
- 1935 - En midsommarnattsdröm - älvan Senapskorn
- 1965 - Harem Holiday - Baba
- 1974 - Gräshopporna - Abe
- 1975 - Won Ton Ton - underhunden - regiassistenten
- 1978 - Tjejen som visste för mycket - J.J. MacKuen
- 1978 - Sagan om ringen
- 1979 - Spindeln i nätet - Dominic Carbone
- 1979 - Skatetown, U.S.A. - Jimmy
- 1979-1982 - Lilla huset på prärien (2 avsnitt)
- 1984 - Night Patrol - kapten Lewis
- 1985 - Legenden - mörkrets härskare - Screwball
- 1986 - Hårda grabbar - Philly
- 1987 - He-Man - universums härskare - Gwildor
- 1987 - Snövit och de sju dvärgarna - Iddy
- 1988 - Willow - High Aldwin
- 1989 - Vidioten - Noodles
- 1991 - Det våras för slummen - Willy